# 阮文素
阮文素（發音：[ŋwiən˦ˀ˥ van˧˧ to˧˦]；1889年6月5日—1947年10月7日），筆名應槐（Ứng Hòe，發音：[ʔɨŋ˧˦ hwɛ˨˩]），越南文学家、政治人物。最初在河内法國遠東學院教书，利用《東洋雜誌》普及国语字，同时创办了教育团体致知會。之后以非共产党员身份出任越南国会首任主席。

## 生平
1889年6月5日阮文素出生於越南東成村（今河內市還劍郡八使街）一個儒學家庭中。

1947年，阮文素在莱娅行动中被法兰西联盟軍隊杀害。

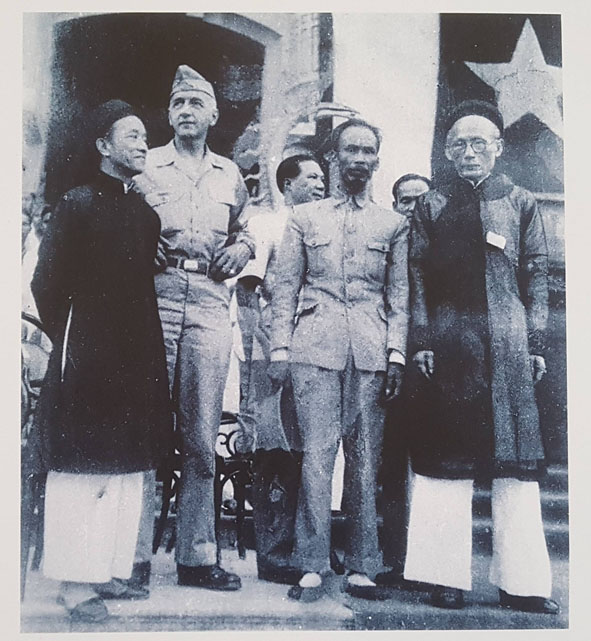
阮文素（左一）與胡志明在河內大劇院前，攝於1945年

## 創作
阮文素曾以笔名“應槐”发表诸多作品，也用过真名发表越南中部现存或曾經存在的占語地名名单。